# Jeffrey Amaning
Jeffrey Amaning (* 1981 in Hamburg) ist ein ehemaliger deutscher Footballspieler.

## Laufbahn
Amaning stand von 2000 bis 2004 im Kader der Hamburg Blue Devils in der GFL, nachdem er zuvor in der Nachwuchsabteilung des Vereins gespielt hatte. Drei Mal wurde er mit Hamburg deutscher Meister (2001, 2002 und 2003). In der Saison 2005 stand der 1,83 Meter große Verteidigungsspieler in Diensten der Braunschweig Lions und gewann mit den Niedersachsen die deutsche Meisterschaft.
Im 2006er Spieljahr verstärkte er den Zweitligisten Hamburg Eagles, im Vorfeld der Saison 2007 schloss sich Amaning den Kiel Baltic Hurricanes an. 2008, also in seinem zweiten und letzten Kieler Jahr, erreichte er mit den Fördestädtern das Endspiel um die deutsche Meisterschaft, dort verlor man jedoch gegen seine frühere Braunschweiger Mannschaft.